# Baruj Benacerraf
Baruj Benacerraf, venezuelsko-ameriški imunolog in akademik, nobelovec, * 29. oktober 1920, Caracas, Venezuela, † 2. avgust 2011, Boston, Massachusetts, Združene države Amerike.
Njegov glavni prispevek znanosti je bilo odkritje genske regulacije imunskega odziva pri živalih v 1960. letih, za kar je leta 1980 prejel Nobelovo nagrado za fiziologijo ali medicino, skupaj z Jeanom Daussetom in Georgeom Snellom, ki sta neodvisno od njega raziskovala poglavitni kompleks tkivne skladnosti (PHK oz. MHC). Odkritje je odprlo novo raziskovalno področje, imunogenetiko, in pomagalo pojasniti individualne razlike v odzivu organizma na patogene ter raka, pa tudi povezavo med PHK in nekaterimi avtoimunskimi boleznimi.

## Življenjepis
Rodil se je kot sin premožnega judovskega trgovca s tekstilom, oba starša sta se v Venezuelo priselila iz Severne Afrike. Odraščal je v Parizu, kamor se je družina preselila zaradi posla, ko je bil star pet let, od tam pa so ob izbruhu druge svetovne vojne prebegnili v New York. Bil je bolehen mladenič, ki je zaradi astme pogosto izostal od pouka, je pa v srednji šoli odkril zanimanje za naravoslovje. Zato je kljub očetovi želji da bi nekoč prevzel družinsko podjetje vpisal študij biologije na Univerzi Columbia in diplomiral leta 1942. Pri nadaljevanju študija se je zapletlo, saj ga nobena univerza ni hotela sprejeti kot tujca in Juda.
Šele po posredovanju družinskega prijatelja se mu je uspelo vpisati na medicinsko fakulteto v Richmondu (zdaj del Virginia Commonwealth University). Tik pred tem je postal naturalizirani ameriški državljan, takrat se je tudi poročil s Francozinjo Annette Dreyfus, ki je prav tako prebegnila iz Pariza. Med študijem so ga skupaj z ostalimi študenti vpoklicali v sanitetno enoto kot del programa bojnega usposabljanja. Leta 1945 je pridobil naziv doktorja medicine in opravil pripravništvo v splošni bolnišnici v Queensu (New York), nato pa ga je vojska poslala kot sanitetnega častnika v povojno Evropo, kjer je dve leti služil v Nemčiji in Franciji.
Zaradi radovednosti, deloma tudi, ker je želel izvedeti več o astmi, za katero je trpel v otroštvu, se je po vrnitvi v ZDA odločil za kariero raziskovalca, takrat nenavadno poklicno pot. Sprejel je neplačan položaj raziskovalca v laboratoriju Elvina Kabata na Univerzi Columbia in se posvetil imunologiji. Kmalu po tistem je njegov oče zbolel, zato je moral kot najstarejši sin oditi v Pariz in poskrbeti za družinsko podjetje. Ob tem je dobil položaj raziskovalca v bolnišnici Broussais, kjer je delal pri Bernardu Halpernu. Vendar pa je spoznal, da kot tujec nima možnosti napredovanja, zato je nekaj let po očetovi smrti dokončno prodal podjetje in se ponovno vrnil v ZDA. Tam je leta 1956 dobil položaj profesorja patologije na Univerzi v New Yorku in pričel z raziskavami, ki so vodile do njegovih najpomembnejših odkritij.
Akademsko kariero je krajši čas prekinil leta 1968, ko je postal direktor imunološkega laboratorija Nacionalnega inštituta za alergijo in nalezljive bolezni (del Nacionalnih inštitutov za zdravje), po dveh letih pa se je vrnil v akademske vode in sprejel položaj predsednika oddelka za patologijo na medicinski fakulteti Univerze Harvard. Od tam je leta 1980 odšel na Harvardov inštitut za raka Dana-Farber, kjer je kot predsednik s pridom uporabljal svoje poslovne izkušnje, do svoje upokojitve leta 1991.
V zasebnem življenju je bil znan kot velik ljubitelj umetnosti, zbiralec umetniških del in ljubiteljski flavtist. Umrl je za pljučnico na svojem domu v bostonski četrti Jamaica Plain. Z ženo Annette, nečakinjo nobelovca Jacquesa Monoda, je imel hči Beryl, ki je postala radiologinja, prav tako profesorica na Harvardu. Annette je umrla nekaj mesecev pred njim. Njegov mlajši brat Paul je znan filozof, dolgoletni predavatelj na Univerzi Princeton.

## Delo
Na Univerzi Columbia je najprej raziskoval pojav preobčutljivosti. Po selitvi v Pariz je sodeloval pri programu raziskav sistema fagocitov v limfnih organih in prispeval k razumevanju delovanja makrofagov, kot profesor patologije v New Yorku se je najprej posvetil vlogi belih krvničk pri imunskem odzivu.
Takrat je sicer neuspešen poskus vodil k njegovi najbolj znani hipotezi: poskusnim živalim je vbrigal antigen da bi umetno spodbudil nastanek limfocitov in presenečeno ugotovil, da pri skoraj polovici živali ni prišlo do imunskega odziva. Posumil je, da je v ozadju genetski dejavnik, zato je izvedel serijo poskusov s križanjem, ki so potrdili njegov sum, da gre za dedno lastnost. To je bilo za tisti čas povsem novo spoznanje, ki je pomagalo razjasniti prenekatero uganko glede imunskega odziva pri človeku in odprlo povsem novo področje raziskav. Že sam je sklepal, da je ta povezava med imunskim sistemom in genetsko variabilnostjo med posamezniki odgovorna denimo za zavračanje vsadkov in razlike v dovzetnosti za avtoimunske bolezni.
Povezavo je poimenoval Ir (krajše za Immune response oz. imunski odziv) gen. Do 1970. let je s poskusi odkril več Ir genov, ki se nahajajo v takrat še neraziskani regiji poglavitnega kompleksa tkivne skladnosti, odgovornega za regulacijo imunskega sistema (sam MHC je v 1960. letih odkril George Snell). Benacerraf je pokazal, da obstajajo geni, ki koordinirajo delovanje različnih celic imunskega sistema, pa tudi taki, ki zavrejo imunski odziv na telesu lastne antigene. Njegova odkritja so razjasnila, kako limfociti B in T sodelujejo pri proženju reakcije s protitelesi.

## Priznanja
S svojim delom je odprl novo raziskovalno področje in prispeval k razumevanju številnih zdravstvenih tegob, kot so preobčutljivost, avtoimunost in zavračanje vsadkov. Za ta prispevek znanosti si je leta 1980 z Daussetom in Snellom razdelil Nobelovo nagrado za fiziologijo in medicino, prejel pa je tudi številna druga priznanja, med njimi leta 1990 nacionalno medaljo znanosti.
Izvoljen je bil za člana Nacionalne akademije znanosti ZDA in Ameriške akademije umetnosti in znanosti ter v letih 1973–1974 služil kot predsednik Ameriškega združenja imunologov (The American Association of Immunologists, AAI).